# Antonio Montes
Antonio Montes (Sevilla, 1911 - Sevilla, 1984) va ser un ciclista espanyol que fou professional entre 1932 i 1945.
Els seus majors èxits esportius els aconseguí a la Volta a Espanya, cursa en la que aconseguí tres victòries d'etapa.

## Palmarès
- 1935
  - 1r a la Clàssica als Ports de Guadarrama
  - Vencedor d'una etapa de la Volta a Espanya
- 1936
  - 1r a la Clàssica als Ports de Guadarrama
- 1937
  - Vencedor d'una etapa del Tour del Sud-oest
- 1941
  - Vencedor d'una etapa de la Volta a Espanya
- 1945
  - Vencedor d'una etapa de la Volta a Espanya

### Resultats a la Volta a Espanya
- 1935. 22è de la classificació general. Vencedor d'una etapa
- 1941. Abandona. Vencedor d'una etapa
- 1945. Abandona. Vencedor d'una etapa